# Cascapédia–Saint-Jules
Pour les articles homonymes, voir Cascapédia.
Cascapédia–Saint-Jules est une municipalité du Québec située dans la MRC de Bonaventure en Gaspésie–Îles-de-la-Madeleine.

## Histoire
« Le 2 juin 1999, les municipalités de Grande-Cascapédia et de Saint-Jules se regroupaient pour constituer une nouvelle municipalité désignée sous le nom Cascapédia; le 26 juin 2000, ce dernier était changé pour celui de Cascapédia–Saint-Jules. »,,

## Géographie
La Rivière Cascapédia traverse le centre de la municipalité du nord au sud.

## Démographie
| 1996 | 2001 | 2006 | 2011 | 2016 | 2021 |
| ---- | ---- | ---- | ---- | ---- | ---- |
| 673  | 679  | 714  | 741  | 730  | 764  |

## Administration
Les élections municipales se font en bloc pour le maire et les six conseillers.
| Cascapédia–Saint-Jules Maires depuis 2003                                                                            |                       |         |          |
| Élection | Maire                 | Qualité | Résultat |
| 2003 | Pat St-Onge           |         | Voir     |
| 2005 | Pat St-Onge           | Voir    |          |
| 2009 | Pat St-Onge           | Voir    |          |
| 2013 | Pat St-Onge           | Voir    |          |
| 2017 | Gaétan (Guy) Boudreau |         | Voir     |
| 2021 | Ashley Milligan       |         | Voir     |
| Élection partielle en italique Depuis 2005, les élections sont simultanées dans toutes les municipalités québécoises |                       |         |          |